# Vernonia verpretorum
Vernonia verpretorum là một loài thực vật có hoa trong họ Cúc. Loài này được Steud. miêu tả khoa học đầu tiên năm 1841.